# Herman Talmadge
Herman Eugene Talmadge, né le 9 août 1913 et mort le 21 mars 2002, est un homme politique américain. Membre du Parti démocrate, il est gouverneur (1948-1955) puis sénateur (1957-1981) de la Géorgie.

## Biographie

### Jeunesse, carrière professionnelle et militaire
Herman Talmadge naît dans une ferme près de McRae, dans le sud de la Géorgie. Il fréquente les écoles de la ville avant d'étudier à l'université de Géorgie. Il obtient son diplôme en droit en 1936 et devient avocat à Atlanta, dans le cabinet de son père.
En 1937, il épouse Katherine Williamson, un mannequin. Leur mariage s'achève trois ans plus tard, en 1940, année où il dirige la campagne de son père au poste de gouverneur de Géorgie.
Pendant la Seconde Guerre mondiale, il s'engage dans la marine américaine et sert dans le Pacifique, notamment durant les batailles de Guadalcanal et d'Okinawa, devenant lieutenant commander. Après la guerre, il dirige notamment le journal familial The Statesman et une entreprise de charcuterie.

### Gouverneur de Géorgie
En décembre 1946, Eugene Talmadge (en) — élu gouverneur de Géorgie pour la quatrième fois — décède avant de prendre ses fonctions de gouverneur. En janvier 1947, l'Assemblée générale de Géorgie élit Herman Talmadge, âgé de 33 ans, pour occuper le mandat de son père. Cette élection est cependant contestée par le lieutenant-gouverneur Melvin E. Thompson (en), poussant le gouverneur sortant Ellis Arnall (en) à refuser de céder son siège. Les trois hommes s'estiment gouverneur de Géorgie. Cet épisode, connu comme la « controverse des trois gouverneurs », s'achève 67 jours après son élection, lorsque la Cour suprême de Géorgie estime que l'Assemblée générale n'avait pas le pouvoir d'élire Talmadge fils. Thompson devient alors gouverneur jusqu'à l'organisation d'une élection partielle en septembre 1948.
Lors de cette élection partielle, Herman Talmadge remporte la primaire démocrate avec 51,8 % des voix face à Thompson. Il est élu gouverneur avec 97,5 % des suffrages, sans opposant républicain. Durant son mandat, il signe avec réticence une taxe sur la vente, contraire à sa promesse de ne pas augmenter les impôts, qui lui permet cependant de réaliser de nombreux investissements concernant les autoroutes, les universités et les hôpitaux notamment. La Géorgie devient également l'un des États dépensant le plus en faveur de l'éducation, augmentant le salaire des enseignants, investissant dans écoles et les bus et étendant l'éducation obligatoire une année supplémentaire. Il maintient également le système de primaire par unité de vote qui donne un poids démesuré aux comtés ruraux face aux villes.
Il est réélu gouverneur en 1950, avec 98,4 % des voix, mais ne peut pas se présenter en 1954. Durant sa dernière année de mandat, Talmadge devient l'un des principaux opposants à l'arrêt Brown v. Board of Education, interdisant la ségrégation raciale dans les écoles,. Il affirme alors qu'il n'y aura pas d'écoles mixtes tant qu'il est gouverneur. Il publie un livre ségrégationniste l'année suivante, You and Segregation, qui connaît un certain succès,.

### Sénateur des États-Unis
Lorsqu'il quitte le poste de gouverneur, un proche lui succède, Marvin Griffin (en). Talmadge entend alors entrer au Sénat des États-Unis pour succéder au vieux sénateur Walter F. George (en), soit par une nomination du gouverneur en cas de décès, soit en réussissant à écarter George. Ce dernier se retire finalement de l'élection de 1956, face à l'hypothèse d'une candidature de Talmadge. Talmadge remporte facilement la primaire démocrate avec 80,3 % des voix et est élu sénateur sans opposition. Il est réélu pour trois mandats, remportant facilement ses primaires et rassemblant 100 % des suffrages en 1962, 77,5 % en 1968 et 71,8 % en 1974.
Au Sénat, Talmadge préside la commission de l'agriculture et vice-préside la commission des finances,. Il s'oppose à tous les lois sur les droits civiques des années 1950 et 1960. En 1973, il est membre de la commission sénatoriale sur l'affaire du Watergate.
Après la noyade de l'un de ses deux fils, Bobby, en 1975, il sombre dans l'alcoolisme. Deux ans plus tard, il divorce de sa deuxième épouse, Betty Shingler, après 27 ans de mariage.
En 1979, alors qu'il est considéré comme l'un des plus influents sénateurs du pays, il est « dénoncé » par 81 sénateurs contre 15 pour la mauvaise gestion de ses finances, 40 000 dollars de fonds de campagne ayant été détournés vers un compte secret. S'il n'est pas établi qu'il était au courant de ces détournements, le Sénat estime qu'il aurait dû le savoir. En l'absence de preuve, il n'est pas inquiété par le département de la Justice. Il n'est que le 8e sénateur de l'histoire à être réprimandé de la sorte par le Sénat,.
L'année suivante, Talmadge est contesté au sein du Parti démocrate par le lieutenant-gouverneur Zell Miller, qui l'attaque pour ses problèmes financiers et sa forte consommation d'alcool. Ne rassemblant que 42 % des suffrages au premier tour, le sénateur est pour la première fois confronté à un second tour, qu'il remporte avec 58,6 % des voix. Si les sondages le donnent toujours favori de l'élection générale, la primaire démocrate laisse des traces et permet au candidat républicain Mack Mattingly de se faire connaître. Dans un contexte de vague républicaine nationale accompagnant l'élection de Ronald Reagan, il est battu de justesse par Mattingly qui le devance 27 652 voix sur 1,5 million (49,1 %) et devient le premier sénateur républicain de Géorgie depuis la Reconstruction. S'il remporte 130 comtés sur 159, Talmadge est largement distancé dans les banlieues d'Atlanta et perd une importante minorité du vote afro-américain.
Après sa défaite, Talmadge retrouve la profession d'avocat. En 1984, il épouse Lynda Cowart Pierce Talmadge. Il meurt en 2002 et est enterré dans la ferme familiale près de Hampton.

## Positions politiques
Il est l'un des derniers sénateurs démocrates ouvertement ségrégationnistes hostiles à l'égalité raciale. S'il se montre finalement en faveur de la déségrégation dans ses dernières années, il critique toujours Brown v. Board of Education qui a selon lui transformé la Cour suprême en quasi-législateur.
Défenseur d'un conservatisme social et fiscal, il est qualifié de « Southern democrat » (démocrate du Sud), de « Dixiecrat » et de « Democrat In Name Only ».[réf. nécessaire] Il est isolationniste sur les questions de politique étrangère.